# Universidad de Idaho
La Universidad de Idaho (abreviada oficialmente como UI) es una universidad pública en el este de los Estados Unidos, ubicada en la ciudad de Moscow, Idaho. Es la primera universidad de investigación y es líder en el "Gran Consultorio Espacial de Idaho". La UI era la única universidad en el estado hasta 1963 y su Escuela de Leyes, establecida en 1909, fue la primera acreditada por la «American Bar Association» en 1925.

## Historia
Fue formada por la legislatura territorial de Idaho el 30 de enero de 1889, y abrió sus puertas el 3 de octubre de 1892 con una clase inicial de 40 estudiantes. La primera clase de graduados en 1896 estaba compuesta por dos hombres y dos mujeres. La universidad actualmente cuenta con más de 12.000 alumnos, de los cuales más de 11.000 están en el campus de Moscow. La universidad ofrece 142 programas, desde contabilidad hasta recursos de vida salvaje, incluyendo títulos a nivel licenciatura, maestría, doctorado y especialidades varias. Ofrece certificados en 30 áreas de estudios. Cuenta con porcentajes del 25% y 53% de graduación en cuatro y seis años respectivamente, y genera el 74% de todo el dinero gastado en investigación en el estado, con totales que alcanzaron los 100 millones de dólares tan solo en 2010.

## Campus

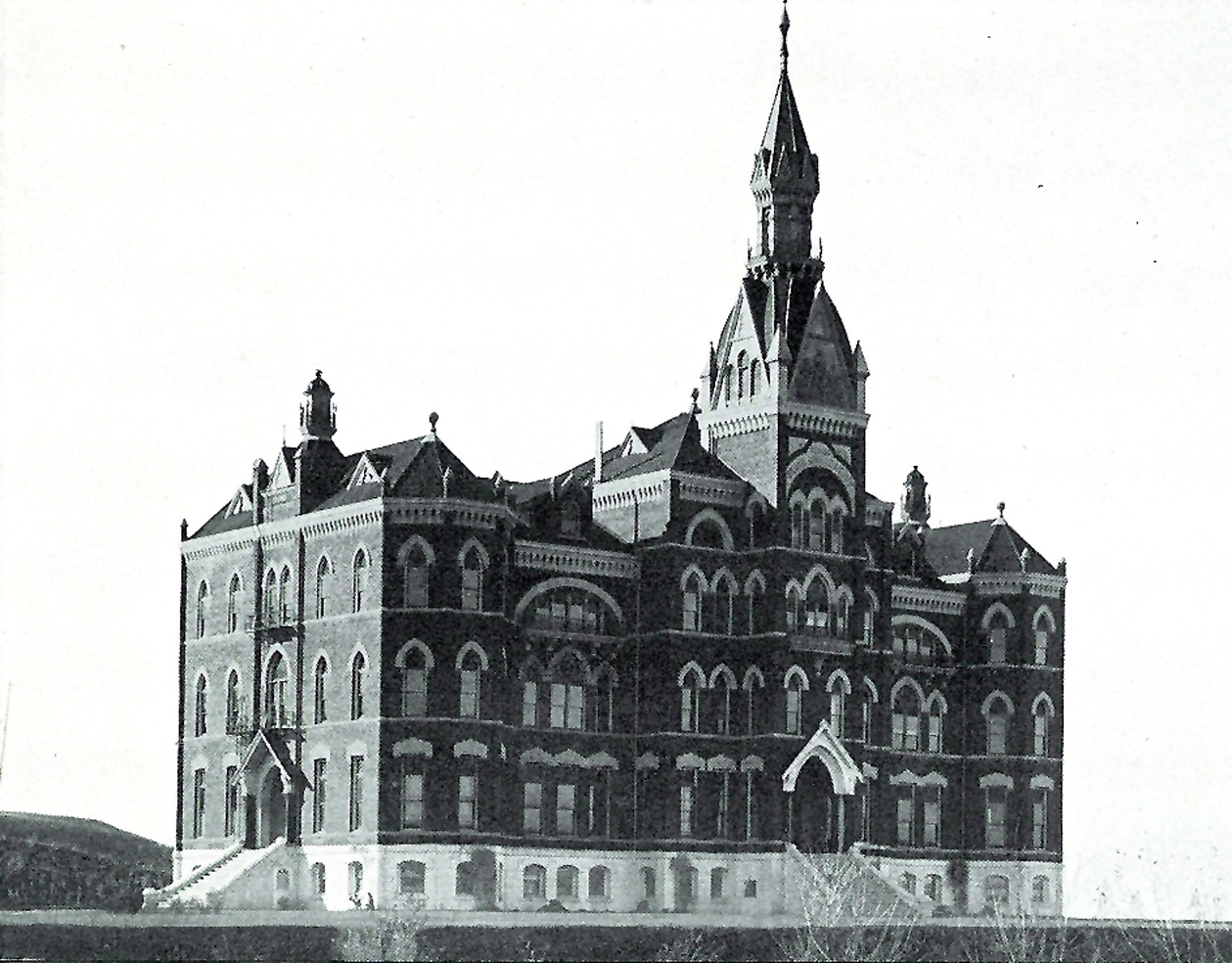
El primer edificio de la Administración que fue destruido por un incendio en 1906.

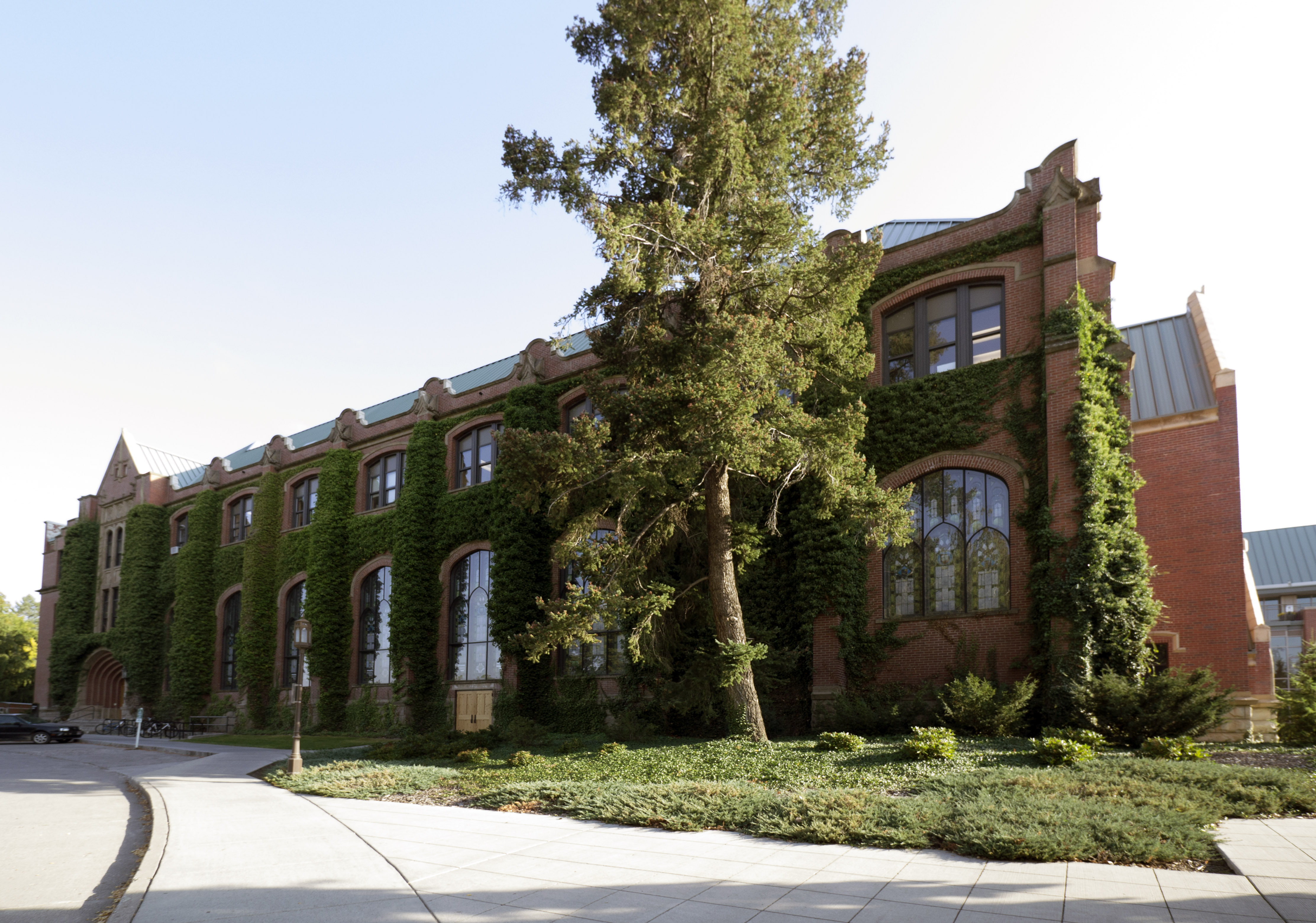
Actual Edificio Administrativo desde 1912.

Acorde al "Libro de Datos de la UI". El campus es de 6,4 km², que incluye 253 construcciones con un valor de 812 millones de dólares. Tiene 49 acres (0,19 km²) en estacionamientos, 2 km en calles para ciclismo, 22 laboratorios de computación y un campo de golf de 18 hoyos de 150 acres (0,6 km²), también se incluyen 80 acres de arboleda y 860 acres (3,4 km²) en granjas.

### Edificio Administrativo
La cara este del actual edificio de la Administración cuenta con una torre de reloj de 24 metros y una estructura de estilo "gótico" construida desde 1907 a 1909 volviéndose un icono importante de la universidad. Este edificio aloja varias aulas de clases, un auditorio y oficinas administrativas, incluyendo la oficina del presidente.
Múltiples expansiones se han realizado, con el ala norte agregado en 1912, la porción este del ala sur en 1916 y la inclusión de la librería en 1936. La «UI Library» (librería) funcionó en el edificio administrativo hasta 1957, cuando el edificio de la misma, se construyó cerca de las canchas de tenis. El "Colegio de Leyes de la UI" ocupó el ala sur del edificio hasta su construcción.
El Edificio Administrativo Original, con una sola punta superando los 49,7 metros de altura, fue construida durante la década de 1890 y concluida en 1899. Desafortunadamente, se redujo a escombros el 30 de marzo de 1909 a causa de un incendio. La causa del incendio, que se originó en la base del edificio, se desconoce, pero se toma como un problema eléctrico y no fue provocado.
El nuevo Edificio Administrativo fue diseñado por el arquitecto de Boise, John E. Tourtlellote y su construcción empezó en 1907, concluyendo dos años después en 1909.
El nuevo edificio fue agregado al Registro Nacional de Lugares Históricos del país en 1978 por el presidente Theodore Roosevelt.

### Paso "Hello Walk"

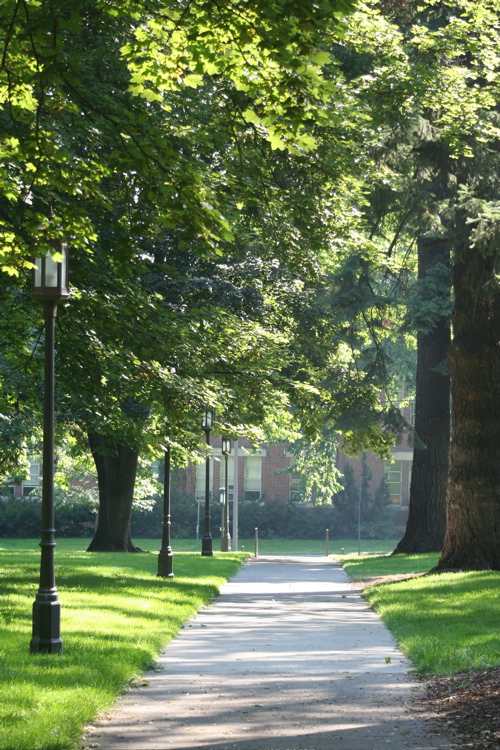
Hello Walk.

«Hello Walk» es uno de los senderos más conocidos y transitados del campus de la universidad. Además de cruzar a través de árboles y pasto, conduce sobre estatuas, monumentos y lugares históricos del estado y la universidad. Este incluye monumentos como el "Bosque Presidencial", donde se encuentran figuras históricas como Teddy Roosevelt con su esposa, y una estatua en memoria de la "Guerra Hispanoamericana".

### Centro de actividades "Kibbie"

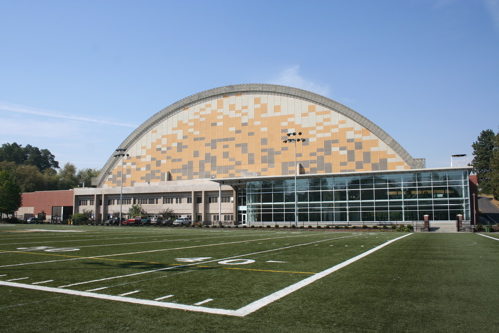
El centro con su domo en 2006

El centro multiusos «Kibbie Dome» es la casa del equipo deportivo de la universidad llamado «Vandals», este centro incluye canchas de fútbol americano, tenis y baloncesto en su área interior como exterior. Fue construido en 1975, utiliza arcos naturales de madera de 122 metros a una ancho de 46 metros sobre la cancha artificial.
Se construyó cuando la Idaho se hizo miembro de la «Big Sky Conference» en todos los deportes (incluyendo fútbol). Eset centro fue el estadio más pequeño utilizado en la primera división de la NCAA.

### Arboreto y jardines botánicos

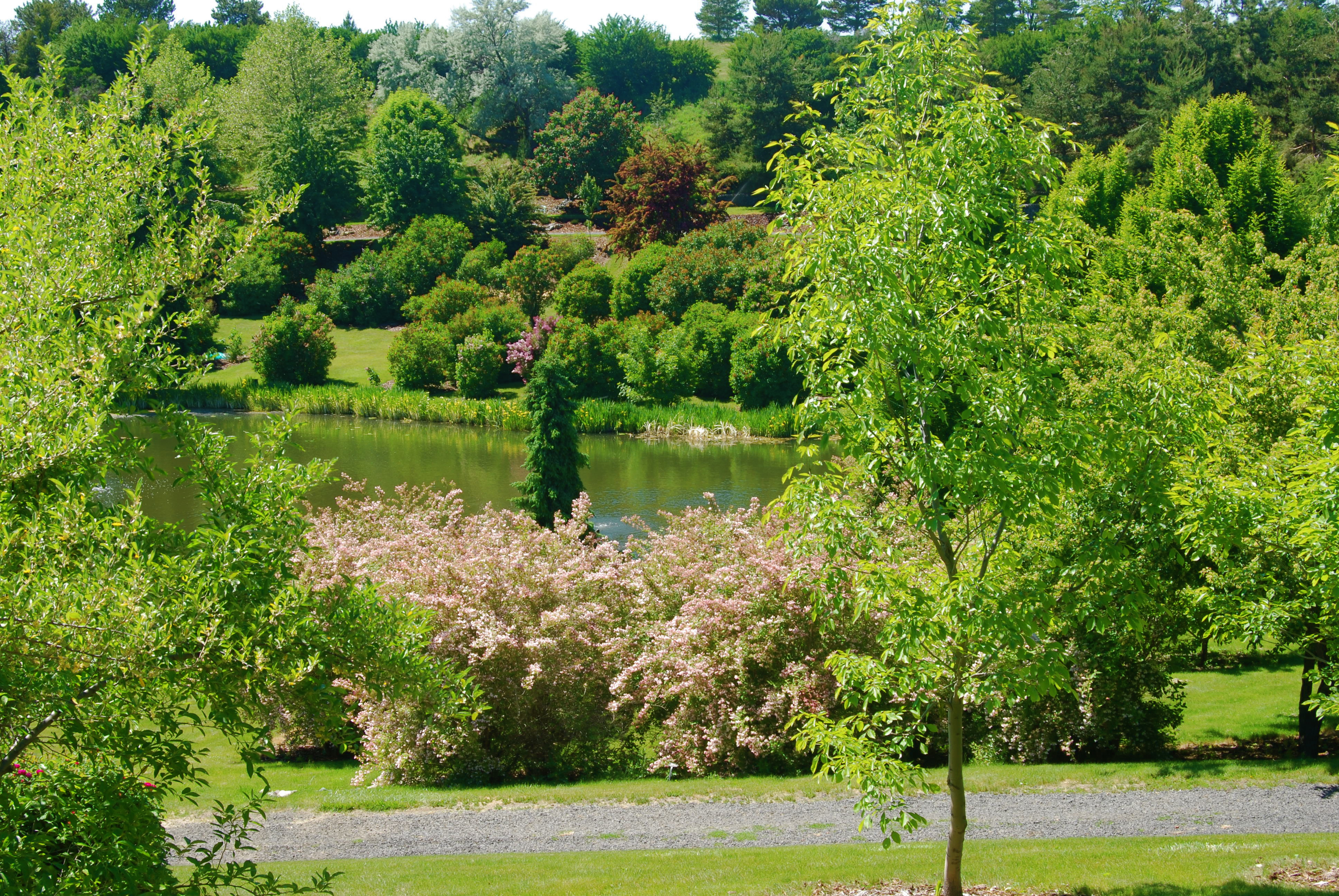
Vista del Arboreto y Jardín Botánico.

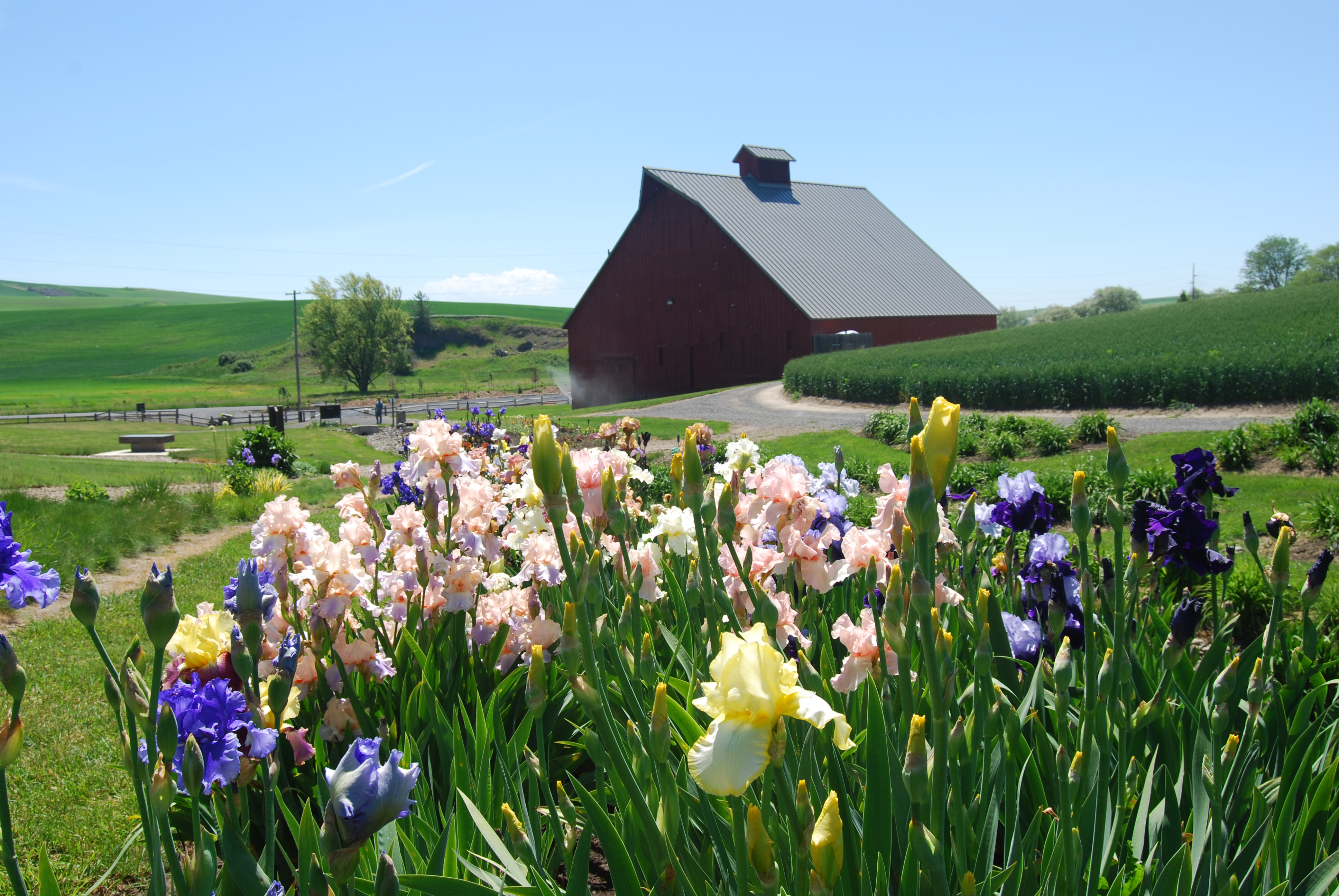
Vista de la sección sur del arboreto.

Llamado también como "La Ciudad de los árboles" por los estudiantes, el "Arboreto y Jardín Botánico" es una área de 65 acres que colinda con el campo de golf, se puede ver una variedad de jardines, plantas y árboles de Asia, Europa y Norteamérica.
La ubicación actual de la mayor parte de esta área se encuentra alrededores del campo de golf de la universidad.

## Moscow
Moscow, Idaho es una Ciudad Universitaria con 23,800 residentes. Siendo también un centro agricultural y comercial localizado en las colinas de Palouse en la región norte-central de Idaho. El campus de la UI se mezcla con la parte sureste de la ciudad, donde muchas rindas, restaurantes y comercios están disponibles a distancias a pie. La ciudad de Moscow está cerca de la división con el estado de Washington.